# Пожежино
Поже́жино (бел. Пажэжына) — деревня в составе Негорельского сельсовета Дзержинского района Минской области Беларуси. Деревня расположена в 18 километрах от Дзержинска, 55 километрах от Минска и 8 километрах от железнодорожной станции Негорелое.

## История
Известна с конца XVIII века, как деревня Минского повета, Минского воеводства Великого княжества Литовского и являлась владением Радзивиллов. После второго раздела Речи Посполитой (1793) находится в составе Российской империи. В 1800 году — 7 дворов, 30 жителей; в составе имения Койданово, владение Доминика Радзивилла.
Во 2-й половине XIX века — начала XX века была в составе Койдановской волости Минского уезда Минской губернии. В 1897 году — 3 двора, 32 жителя. В 1917 году — 17 жителей. С 9 марта 1918 года в составе провозглашённой Белорусской Народной Республики, однако фактически находилась под контролем германской военной администрации. С 1 января 1919 года в составе Советской Социалистической Республики Белоруссия, а с 27 февраля того же года в составе Литовско-Белорусской ССР, летом 1919 года деревня была занята польскими войсками, после подписания рижского мира — в составе Белорусской ССР. 
С 20 августа 1924 года в составе Негорельского сельсовета (в 1932—1936 годах — национальном польском сельсовете) Койдановского, затем Дзержинского района Минского округа. С 31 июля 1937 года по 4 февраля 1939 года в составе Минского района, с 20 февраля 1938 года в составе Минской области. В 1926 году в деревне 6 дворов, 27 жителей. В 1929 году образован колхоз имени П.Л. Войкова, обслуживаемый Негорельской МТС. Работали механическая мастерская и кузня.
В Великую Отечественную войну с 28 июня 1941 года по 6 июля 1944 года находилась под немецко-фашистской оккупацией, на фронте погибли 4 жителя деревни. В послевоенные годы входила в состав колхоза «Беларусь» (центр — Гарбузы). В 1991 году — 15 хозяйств, 31 житель. В 2009 году в составе сельскохозяйственного ЗАО «Негорельское». 30 октября 2009 года деревня передана из ликвидированного Негорельского поссовета в Негорельский сельсовет.

## Население
| Численность населения (по годам) | Численность населения (по годам) | Численность населения (по годам) | Численность населения (по годам) | Численность населения (по годам) | Численность населения (по годам) | Численность населения (по годам) |
| 1800                             | 1897                             | 1909                             | 1917                             | 1926                             | 1991                             | 1999                             |
| -------------------------------- | -------------------------------- | -------------------------------- | -------------------------------- | -------------------------------- | -------------------------------- | -------------------------------- |
| 30                               | ↗ 32                             | ↘ 9                              | ↗ 17                             | ↗ 27                             | ↗ 31                             | ↘ 18                             |
| 2004                             | 2010                             | 2017                             | 2018                             | 2020                             | 2022                             |                                  |
| ↘ 11                             | ↘ 4                              | → 4                              | → 4                              | → 4                              | → 4                              |                                  |